# Vera Orlova
Vera Georgievna Orlova (27 maggio 1894 – Mosca, 28 settembre 1977) è stata un'attrice russa.

## Filmografia parziale

### Attrice
- La dama di picche (1916)
- Otec Sergij (1918)
- Aėlita (1924)
- Barbari (1953)